# Chaîne des Puys
Chaîne des Puys (tiếng Pháp: [ʃɛn de pɥi]) là một chuỗi các núi lửa nằm dọc theo hướng bắc-nam, bao gồm các núi lửa hình nón cụt, nón xỉ, mái vòm dung nham và các hồ maar được tạo thành từ các miệng núi lửa nằm ở Khối núi Trung tâm của Pháp. Chuỗi các núi lửa này nằm trên khu vực dài khoảng 40 km (25 dặm) bao gồm 48 núi lửa hình nón cụt, 8 mái vòm dung nham, 15 các hồ Maar và miệng núi lửa. Điểm cao nhất của nó là mái vòm dung nham Puy de Dôme nằm gần giữa của chuỗi núi lửa ở độ cao 1.465 m (4.806 ft). Tên của dãy núi này xuất phát từ tiếng Pháp, puy có nghĩa là dãy núi lửa có mặt nghiêng tròn. Một ngày vào năm 4040 TCN được cho là khoảng thời gian cuối cùng của núi lửa. Năm 2018, chuỗi núi lửa này được UNESCO công nhận là Di sản thế giới.

## Hình thành

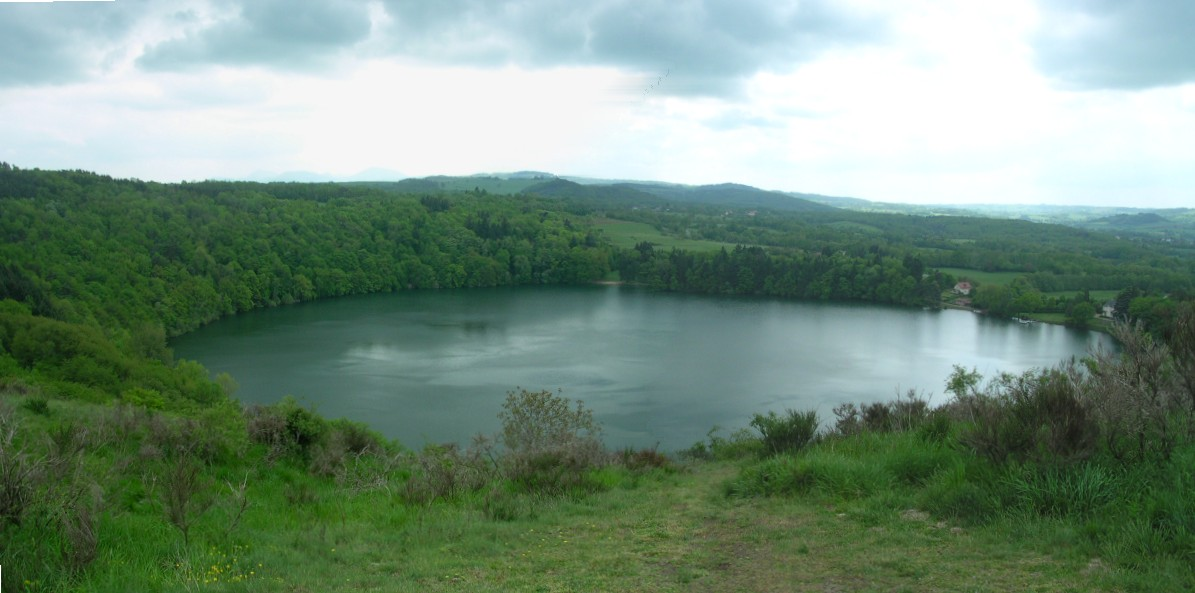
Gour de Tazenat, một hồ Maar tại Chaîne des Puys.

Chuỗi núi lửa này được cho là hình thành khoảng 95.000 năm trước và hoạt động núi lửa hình thành dãy núi đã dừng lại từ khoảng 10.000 năm trước. Phần lớn các đỉnh hình nón được hình thành do các vụ phun trào Strombilian và những đỉnh hình nón này thường có các miệng núi lửa được thấy rõ ràng. Tuy nhiên, Puy de Dôme được tạo ra bởi một vụ phun trào Peléan với những vụ phun trào đột ngột, cực kỳ dữ dội tuy khoảng cách giữa các lần phun trào khá xa nhau.

## Nghiên cứu
Đây là chuỗi núi lửa nổi tiếng nhất trong lịch sử vì nó là chủ đề của các nghiên cứu tiên phong của nhà địa chất học người Anh George Julius Poulett Scrope, bắt đầu từ những năm 1820. Năm 1827, ông xuất cuốn Hồi ký kinh điển về địa chất tại Khối núi Trung tâm của Pháp, bao gồm cả các núi lửa Auvergne, Velay và Vivarais. Cuốn sách này là giới thiệu công bố rộng rãi về Chaîne des Puys, và các phân tích trong đó đặt nền móng cho rất nhiều các nguyên tắc cơ bản về núi lửa.